# Барон Арлингтон

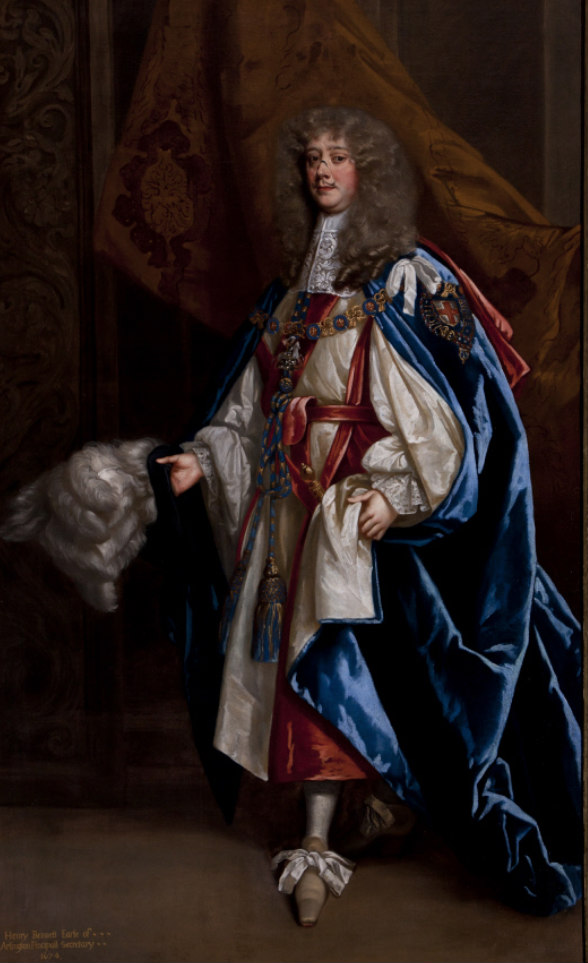
Генри Беннет, 1-й граф Арлингтон (1618—1685)

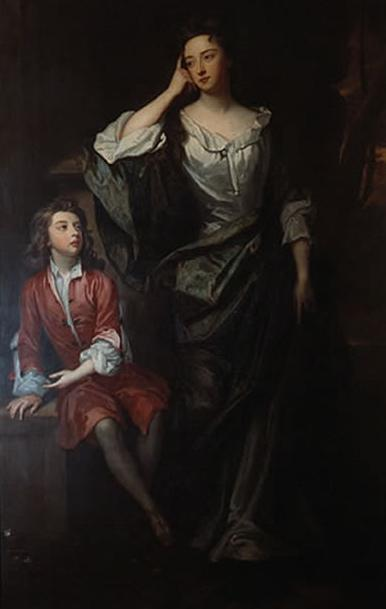
Изабелла Фицрой, 2-я графиня Арлингтон, и её сын Чарльз Фицрой, будущий 2-й герцог Графтон

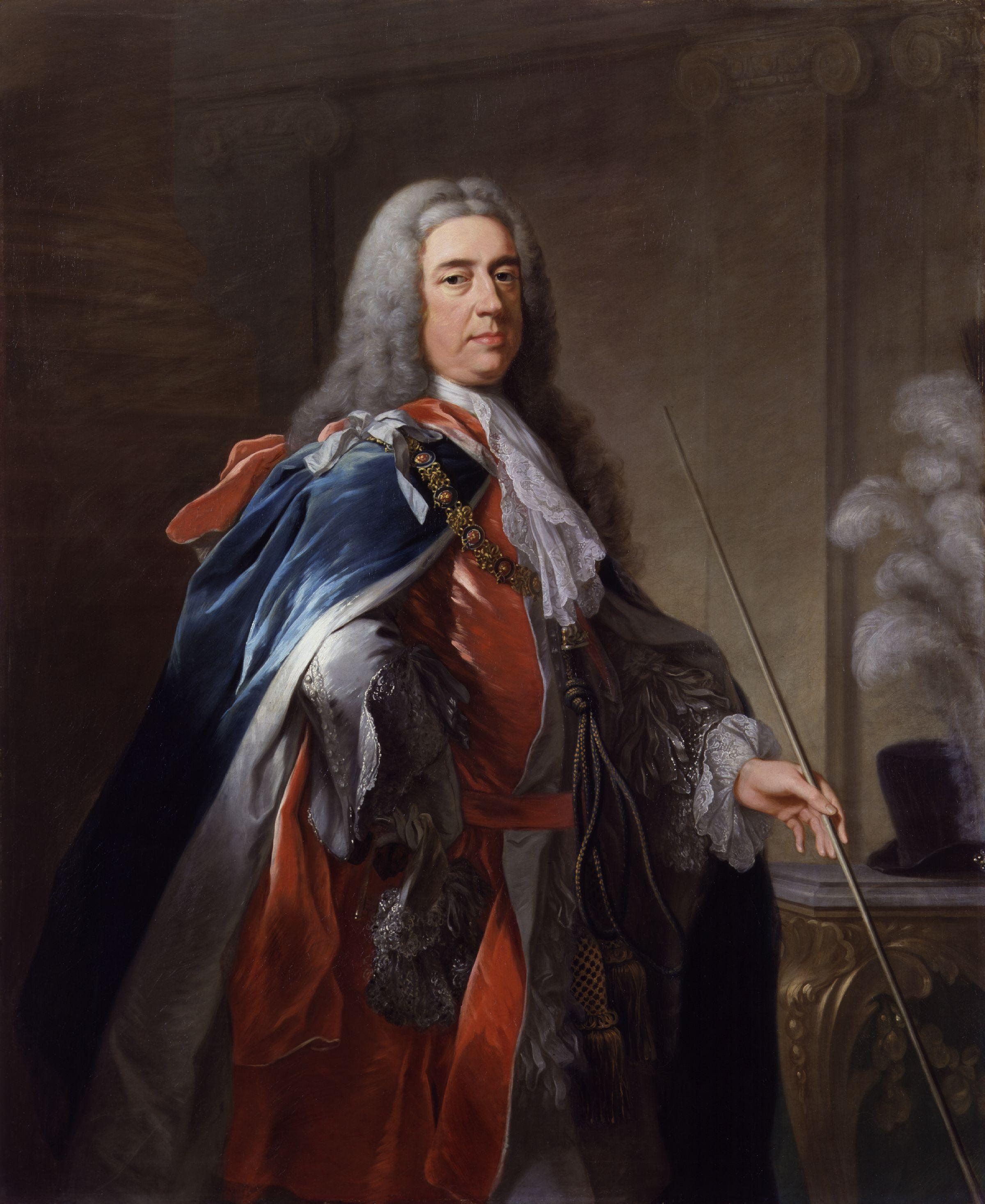
Чарльз Фицрой, 2-й герцог Графтон (1683—1757)

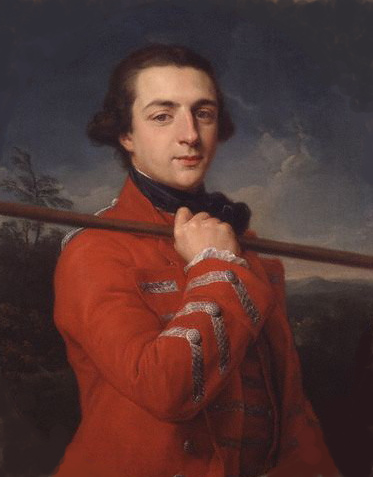
Огастес Фицрой, 3-й герцог Графтон (1735—1811)

Барон Арлингтон — наследственный титул в системе Пэрства Англии.

## История
Титул барона Арлингтона был создан 14 марта 1665 года для сэра Генри Беннета (1618—1685), младшего брата Джона Беннета, 1-го барона Оссалстона (1616—1695). В 1672 году для Генри Беннета были созданы титулы графа Арлингтона и виконта Тетфорда (Пэрство Англии). Генри Беннет занимал должности государственного секретаря Северного Департамента (1662—1674), генерального почтмейстера (1667—1685) и лорда-камергера (1674—1685), лорда-лейтенанта графства Саффолк (1681—1685) и посла Англии в Испании (1658—1661).
Генри Беннет, 1-й граф Арлингтон, скончался в 1685 году, не оставив мужских потомков. Титул перешел к его дочери Изабелле Фицрой (ок. 1668—1723), которая была замужем за Генри Фицроем (1663—1690), незаконнорождённым сыном короля Англии Карла II Стюарта и его фаворитки Барбары Вильерс. Генри Фицрой в 1679 году получил от своего отца титул герцога Графтона. После смерти своих родителей Чарльз Фицрой (1683—1757) унаследовал титулы графа Арлингтона и герцога Графтона.
В 1936 году после смерти Джона Чарльза Уильяма Фицроя, 9-го герцога Графтона (1914—1936), титул герцога Графтона унаследовал его кузен, Чарльз Генри Фицрой, 10-й герцог Графтон (1898—1970), а титулы графа Арлингтона, виконта Тетфорда и барона Арлингтона прервались. На три титула претендовали две его сестры, леди Маргарет Джейн Фицрой (1916—1997) и леди Мэри Роуз Фицрой (1918—2010). После смерти старшей сестры Маргарет Джейн Фицрой её старшая дочь Дженнифер Джейн Нельсон (род. 1939) заявила о своих претензиях на баронство. В мае 1999 года Дженнифер Джейн Форвуд была признана в качестве 11-й баронессы Арлингтон. На сегодняшний день титулы графа Арлингтона и виконта Тетфорда остаются бездействующими.

## Бароны Арлингтон (1665)
- 1665—1685: Генри Беннет, 1-й граф Арлингтон (1618 — 28 июля 1685), младший сын сэра Джона Беннета
- 1685—1723: Изабелла Фицрой, герцогиня Графтон, 2-я графиня Арлингтон (ок. 1668 — 7 февраля 1723), единственная дочь предыдущего
- 1723—1757: Чарльз Фицрой, 2-й герцог Графтон, 3-й граф Арлингтон (25 октября 1683 — 6 мая 1757), единственный сын предыдущей
- 1757—1811: Огастес Генри Фицрой, 3-й герцог Графтон, 4-й граф Арлингтон (28 сентября 1735 — 14 мая 1811), старший сын капитана лорда Огастеса Фицроя (1716—1741), внук 2-го герцога Графтона
- 1811—1844: Джордж Генри Фицрой, 4-й герцог Графтон, 5-й граф Арлингтон (14 января 1760 — 28 сентября 1844), старший сын предыдущего
- 1844—1863: Генри Фицрой, 5-й герцог Графтон, 6-й граф Арлингтон (10 февраля 1790 — 26 марта 1863), старший сын предыдущего
- 1863—1882: Уильям Генри Фицрой, 6-й герцог Графтон, 7-й граф Арлингтон (5 августа 1819 — 21 мая 1882), старший сын предыдущего
- 1882—1918: Огастес Чарльз Леннокс Фицрой, 7-й герцог Графтон, 8-й граф Арлингтон (20 июня 1821 — 4 декабря 1918), младший брат предыдущего
- 1918—1930: Альфред Уильям Мейтленд Фицрой, 8-й герцог Графтон, 9-й граф Арлингтон (3 марта 1850 — 10 января 1930), второй сын предыдущего
- 1930—1936: Джон Чарльз Уильям Фицрой, 9-й герцог Графтон, 10-й граф Арлингтон (1 августа 1914 — 1 августа 1936), единственный сын Уильяма Генри Альфреда Фицроя, виконта Ипсвича (1884—1918), внук 8-го герцога Графтона
- 1999 — н. в.: Дженнифер Джейн Форвуд, 11-я баронесса Арлингтон (род. 7 мая 1939), старшая дочь леди Маргарет Джейн Фицрой (1916—1997), внучка Уильяма Генри Альфреда Фицроя, виконта Ипсвича (1884—1918)
  - Наследник титула: достопочтенный Патрик Джон Дадли Форвуд (род. 23 апреля 1967), старший сын предыдущей.
    - Наследник наследника: достопочтенный Джеймс Роланд Нельсон Форвуд (род. 16 марта 1969), младший брат предыдущего.

## Сонаследники бездействующих титулов графа Арлингтона и виконта Тетфорда
- Дженнифер Форвуд, 11-я баронесса Арлингтон (род. 7 мая 1939), старшая дочь леди Маргарет Джейн Фицрой (1916—1997), внучка Уильяма Генри Альфреда Фицроя, виконта Ипсвича (1884—1918), правнучка 8-го герцога Графтона
- Сэр Фредерик Себастьян Холмли, 7-й баронет из Истона (род. 3 января 1968), единственный сын Джульет Ориоль Салли Нельсон (1940—1998) и капитана сэра Монтегю Джона Холмли, 6-го баронета (1935—1998), внук Уильяма Генри Альфреда Фицроя, виконта Ипсвича (1884—1918)
- Линда Джейн Ориоль Уильямс (род. 1 февраля 1947), единственная дочь леди Мэри Роуз Фицрой (1918—2010) и Фрэнсиса Трелони Уильямса (1915—1977), внучка Уильяма Генри Альфреда Фицроя, виконта Ипсвича (1884—1918).